# Agustín Magaldi
Agustín Magaldi Coviello (Casilda, 1 de diciembre de 1898 - Buenos Aires, 8 de septiembre de 1938)  fue un músico, compositor y cantante de tango argentino de principios del siglo XX. Su apodo era "La voz sentimental de Buenos Aires".
Magaldi es recordado por varios temas clásicos del tango, como lo son El penado catorce, Acquaforte y Dios te salve m'hijo. Fue uno de los mayores exponentes de la era dorada del tango en Sudamérica, durante las décadas de 1910, 1920 y 1930.

## Biografía
Era hijo de Carlo María Magaldi (1872-1908) y Carmen Coviello (1877 - 1943), ambos inmigrantes italianos. Su padre Carlo se radicó en la provincia santafesina junto a sus dos hermanos, Graziano Emilio y Giusseppe Antonio en octubre de 1887. Carmen, por su parte, había llegado junto a sus padres desde la ciudad de Salerno, Italia, cinco años antes en 1882. Ambos se casaron en 1894 y tuvieron otros cuatro hijos además de Agustín: Blas (1895), Pascual (1896), Carlos (1900-1) Emilio (1902) y Cristina (1905).
Agustín quedaría huérfano a corta edad: Carlos Magaldi falleció inesperadamente, debido a un paro cardíaco, el 30 de julio de 1908, cuando Magaldi tenía 9 años de edad.
Carmen Coviello luego volvería a casarse con Raimundo Tello, con el cual tuvo dos hijos, hermanastros de Magaldi: Antonio Esteban (1909) y Carmen Aída (1911). En su casa eran afectos a la música lírica, a escuchar grabaciones de Titta Ruffo y Enrico Caruso, lo que pudo fomentar, en el pequeño Agustín, el apego por la canción.

## Carrera
Es posible afirmar que el inicio de su carrera se diera en 1923, cuando decide instalarse solo en Buenos Aires y comienza a cantar canciones criollas y tangos, en cafés, hasta el año 1924, patrocinado por la famosa compositora Rosita Quiroga, con la que conformó un dúo al entrar en el sello discográfico RCA Víctor.
Ambos formaron el dúo Quiroga-Magaldi bajo el cual grabaran algunos discos, antes de 1925 cuando se forma el dúo Magaldi-Noda a través de Enrique Maciel.
Pedro Noda, un cantor de Mataderos (barrio al oeste de Buenos Aires) era la segunda voz ideal para la tonalidad de Agustín y desde entonces comenzaría a forjar la historia de uno de los mejores dúos de todos los tiempos.
Agustín, además de cantar en dúo, lo hizo como solista, incluyendo grandes tangos en su repertorio.
Los primeros guitarristas del dúo fueron Enrique Maciel y José María Aguilar. 
En 1926 Genaro Veiga, Rosendo Pesoa, Rafael Iriarte y José María Aguilar secundaron tanto a Magaldi como solista como al dúo Magaldi-Noda y a partir de 1927 hasta octubre de 1928 Diego Centeno y Ángel Domingo Riverol.
Durante este tiempo el dúo grabó en la casa de Víctor y se presentó en los principales teatros y cines de Buenos Aires, en el interior del país y en Uruguay.
En 1929 comenzaron a grabar discos con la Compañía Brunswick y compusieron uno de sus grandes éxitos El penado catorce.
Sus guitarristas son Diego Centeno y Juan Epumer y cantan en la radio y durante varias temporadas consecutivas en el Cine Real.
En Brunswick, Agustín colabora como corista en álbumes especiales con las orquestas Donato-Zerrillo, Típica Brunswick, Ricardo Brignolo y Osvaldo Fresedo.
El día 1 de septiembre de 1932 regresan a grabar en Víctor ya que la compañía Brunswick cerró sus puertas antes de mitad de año. En marzo de 1933 se agrega al acompañamiento de guitarras Pablo Colia. En 1934 participan en la película Monte Criollo donde interpretan Mi sanjuanina, estrenada en  marzo de 1935 donde también Agustín acompañado por la orquesta del maestro Francisco Pracanico canta el vals "Yo tengo una novia" y que en Argentina fue mutilada de dicho film por unos derechos que tenía la Víctor para filmar una película con ese título.
El 31 de diciembre de 1935, después de diez años de grandes triunfos, el dúo se desintegra y en 1936 Magaldi inaugura su etapa como solista exclusivamente, acompañado por las guitarras de Centeno, Ortiz, Francini, Carré y el arpa de Félix Pérez Cardozo, mientras que Noda se une en dúo con Carlos Dante.
Su carrera solista duró tan sólo dos años, pues falleció después de una intervención quirúrgica de hígado que le produjo un derrame  biliar afectándole el páncreas creando una pancreatitis según reza en el acta de defunción el 8 de septiembre de 1938.

## Vida personal
Magaldi tuvo un único hijo, Agustín Magaldi [h], (Buenos Aires, Argentina; 10 de septiembre de 1932 - 10 de marzo de 1988) compositor, cantor al igual que su padre y deportista doctorado en Educación Física. Su padre falleció dos días antes de su sexto cumpleaños. Lamentablemente, Magaldi hijo falleció a los 55 años de edad de un paro cardíaco.
Apodado La voz sentimental de Buenos Aires, contemporáneo a Ignacio Corsini y a Carlos Gardel, forma parte de la canción popular en su apogeo de la década de 1930. Magaldi participó del inicio de transmisión de LOY Radio Nacional de Argentina en julio de 1924.
En la ciudad de Rosario (Santa Fe), Magaldi tiene una calle y una plazoleta que lo homenajean. Por otra parte, se sabe que el músico y compositor simpatizaba con el Club Atlético Newell's Old Boys de esa ciudad.
Entre sus grabaciones más populares[¿según quién?] se destacan la canción "Nieve", los tangos "Disfrazado", "Vagabundo", "Levantá la frente", y muchos valses y canciones camperas. Su éxito mayor fue "El penado 14", que batió el récord de ventas con más de 1 millón de placas en solo 2 años. Si hubiera existido el premio "Disco de oro", se habría convertido en el primer artista del mundo en lograr dicho premio.[cita requerida] También alcanzó la impresionante cifra de 850.00 placas de venta con "Vagabundo".

## Muerte

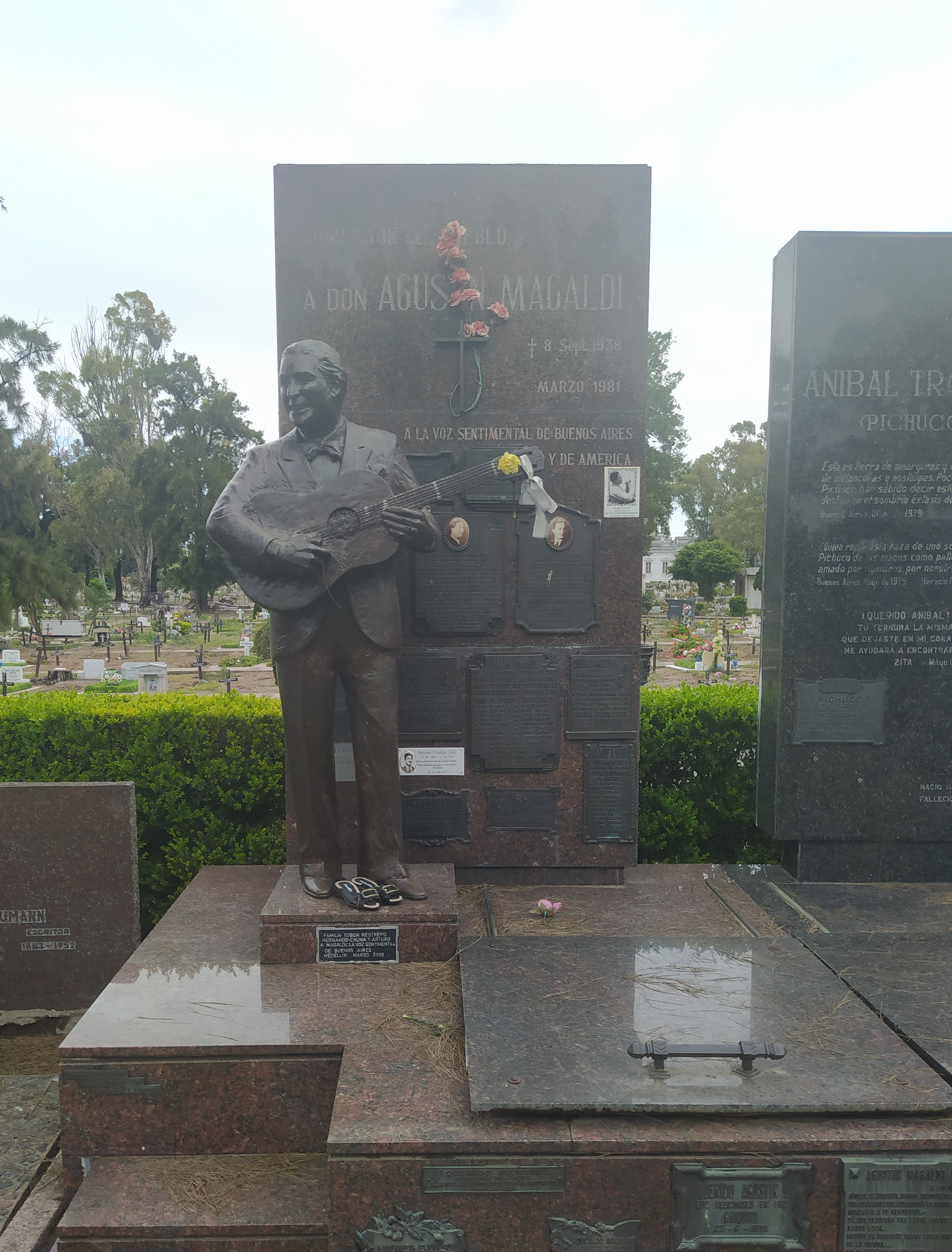
Tumba y Estatua de Agustín Magaldi en el Cementerio de la Chacarita (foto tomada el 20 de octubre de 2020)

Si bien no lo manifestaba, Magaldi sufría de malestares hepáticos, con cólicos dolorosos, pero después de un reposo los mismos se atenuaban. A comienzos de septiembre de 1938, a partir de malestares más seguidos, su clínico de cabecera, el Dr. Pedro Goyena, lo internó en el Sanatorio Otamendi por un cuadro agudo, donde decidieron operarlo. Parecía que la intervención a cargo del Dr. Pedro Valdez había sido un éxito, pero tras 48 horas el cuadro se agravó, y el 8 de septiembre a las 7:10 falleció, a la edad de 39 años. Fue enterrado en el Cementerio de la Chacarita en Buenos Aires.